# .theprodukkt
A .theprodukkt egy 2004-ben alapított német játékfejlesztő cég. Első (és eddigi egyetlen) kiugró és elismert művük a .kkrieger c. játék, amely kiemelkedő grafikai színvonalával és leginkább ijesztően alacsony, mindössze 96 kilobyte-os méretével vívta ki magának a szakma megdöbbenését.

## Alakulás
A .theprodukkt 2004-ben alakult, Hamburg-ban, a Farbrausch nevű demoscene csapat tagjai egy társprojektjeként. Az FR tagjai ekkor már legendás demoscenerként .werkkzeug nevű tartalom-generátor programjukon, és az azzal készülő következő munkán dolgoztak. Mivel a német Breakpoint demóparty (amelynek az FR tagjai egyben szervezői is) rendszeresen hirdetett meg játékfejlesztési versenyt („compo”-t), a csapat döntése ezen kategória megcélzása lett. 
A fejlesztés során a csapat úgy érezte, hogy ez a projekt már nem csak a scene berkein belül lesz képes sikeres lenni, hanem kereskedelmi lehetőségekkel is rendelkezhet, így a „Farbrausch” név, amely számukra a szabadságot jelképezte, nem lenne megfelelő erre a célra. A jogi problémák elkerülése végett a csapat céget alapított, és felvette a „.theprodukkt” nevet, amely három jól ismert Farbrausch-vonás egyesítése: a kezdő pont és a dupla K-betű régóta visszatérő design-elemek a Farbrausch-demók neveiben, míg a „The Product” utalás az első nagy sikerű FR intróra, az fr-08: .the .product-ra.
A .theprodukkt alapító tagjai a következő személyek voltak:
- Dierk „Chaos” Ohlerich, programozó
- Fabian „Ryg” Giesen, programozó
- Christoph „giZMo” Mütze, grafikus
- Thomas „Fiver2” Mahlke, grafikus

## .kkrieger

### Megjelenés
A .kkrieger fejlesztése mindent összevetve egy évet vett igénybe, bár a csapat így is csak sok sietség árán tudta a leadási határidőre befejezni a játékot, nagyrészt annak köszönhetően, hogy rengeteg munkájuk akadt a party szervezése során. A projekt a kívülállók számára ismeretlen volt és a tagok arra a kérdésre, hogy készültek-e valamivel a party-ra (mivel tavaly ők nyerték a demo compot), kitérő válaszokat adtak, zavart félmosoly kíséretében. A bemutatás előtt egy órával a party helyszínén A4-es papírlapok jelentek meg, „.kkrieger by .theprodukkt”/„.agamein96k” felirattal a klasszikus Farbrausch-betöltőcsík körül. A játék a kivetítőn való megjelenésekor osztatlan ovációt aratott, és hatalmas fölénnyel meg is nyerte a versenyt.

### Felépítés
A játék a Quake vagy Unreal által megismert klasszikus első személyben irányítható lövöldözős játék kliséjét követi: A játékosnak 5 fegyver segítségével kell lelőni a rátámadó különféle szörnyeket, majd a pálya végen a teleportba ugorva befejezni az adott küldetést. Bár a készítők állítása szerint a játéknak van története, erre semmi nyom nem utal.
A 96k-ban elért látvány alapköve a generatív grafika: minden a játékban látott grafikai elem (textúrák, modellek) egyszerű alapállapotokból indul ki (kockák, körök, szövegek), és ezeknek a torzításával alakul ki a végleges grafika. A játék Direct3D-re épül, és kihasználja az alapkövetelményként megadott 1.4-es pixel shader-t; a játék zenéje körülbelül egy 3 perces motívum amely ismétlődik a játék során. A készítők szerint ha a játék tartalmát generálás helyett hagyományos módon tárolnánk, kb. 300 megabyte helyet foglalna.
A játékból a készítők szabadidejének hiánya miatt egyelőre[mikor?] csak béta verzió létezik, bár a fejlesztők rendszeresen fogadkoznak, hogy „egyszer be lesz fejezve”. A .kkrieger, állításuk szerint, egy trilógia első része.